# Voz del Jorasán
«Voz del Jorasán»: Voice of Khorasan en ingles, publicada en pastún como Khurasan Ghag): Es una revista propagandística publicada por el grupo yihadista Estado Islámico del Gran Jorasán (ISIS-K),  una rama regional del Estado Islámico (ISIS) activa principalmente en Afganistán, Pakistán y Asia Central. La revista es distribuida por la Fundación Al-Azaim Media Foundation, el principal brazo mediático de ISIS-K.

## Historia y origen
La revista Voice of Khorasan se publicó por primera vez en enero de 2022 en inglés. Su versión en pastún, Khurasan Ghag («La Voz de Jorasán»), apareció ese mismo año con contenido adaptado al contexto sociolingüístico del cinturón pastún. Ambas publicaciones surgieron como parte de una estrategia de propaganda multilingüe del ISKP para ampliar su base de apoyo local e internacional. ´

## Contexto Cultural
El término "Khorasan” o Jorasán tiene un significado histórico y cultural profundo en la región, refiriéndose a una vasta área que incluye partes de Irán, Afganistán y Asia Central. ISIS-K utiliza este término para evocar un sentido de legitimidad histórica y religiosa, vinculando su causa con profecías islámicas sobre ejércitos que emergerán de Khurasan.
La expresión "Khurasan Ghag", que significa "La Voz de Khurasan o La Voz de Jorasán" en pastún, ha sido a adoptada por la organización extremistas y terrorista islámica para conectar con las poblaciones locales afganas y pakistaníes, especialmente los pastunes, y promover su narrativa en un contexto culturalmente relevante. 

## Contenido
Las revistas incluyen secciones dedicadas a:
- Interpretación extremista del Islam (tafsir y hadices)
- Críticas políticas a gobiernos regionales (como los talibanes o Pakistán)
- Análisis de eventos internacionales desde una óptica yihadista
- Poemas, ensayos y contenido literario
- Noticias sobre operaciones de ISIS-K

Cada edición suele tener un tema central o artículo de portada, como la crítica a la "corrupción de los talibanes", el "colapso de Occidente" o la "represión de los musulmanes en China".

## Ediciones y Títulos
Desde su lanzamiento en 2022, "Voice of Khorasan" ha publicado más de 40 ediciones. Cada número aborda temas específicos y a menudo incluye títulos provocativos que reflejan su contenido. Por ejemplo, la edición 22 incluye un artículo de portada titulado "La Realidad del Salvaje Oeste: Reino Unido de Kufr", criticando la historia colonial británica y su relación con el mundo islámico.
"Khurasan Ghag" también ha publicado múltiples ediciones, como la edición 30, que critica los ataques aéreos paquistaníes en Afganistán y las restricciones del gobierno talibán sobre la comunidad salafista. 

## Distribución
La revista se distribuye principalmente a través de canales y foros en línea, como Telegram, así como en plataformas especializadas en propaganda extremista. La naturaleza digital de la distribución permite su alcance global.

## Relación con el Estado Islámico
Tanto "Voice of Khorasan" como "Khurasan Ghag" son instrumentos clave de la propaganda del ISKP, utilizado para:
1. Reclutar simpatizantes
2. Justificar acciones violentas
3. Desacreditar a sus oponentes ideológicos (incluidos los talibanes)

## Publicación de la Revista en Idiomas y traducciones
- Inglés: Voice of Khorasan
- Pastún: Khurasan Ghag [4]
- Tayiko: La primera publicación en idioma tayiko se publicó el 29 de marzo de 2024 con el nombre de Sadoi Khurasan, y está dirigida a los hablantes de tayiko y a presionar al gobierno de Tayikistán[5]
- Frances, español, árabe, italiano, ruso: No se conocen traducciones oficiales. Sin embargo, algunos portales como MEMRI o The Khorasan Diary publican análisis en inglés que han sido traducidos informalmente por analistas en otros idiomas.

## Enlaces
- Esta obra contiene una traducción  derivada de «Voice of Khorasan» de Wikipedia en inglés, publicada por sus editores bajo la Licencia de documentación libre de GNU y la Licencia Creative Commons Atribución-CompartirIgual 4.0 Internacional.